# Carl Friedrich Zelter
Carl Friedrich Zelter (ur. 11 grudnia 1758 w Berlinie, zm. 15 maja 1832 tamże) – niemiecki kompozytor i pedagog muzyczny.

## Życiorys
Był synem mistrza murarskiego. Otrzymał wykształcenie zawodowe, zgodnie z wolą rodziców terminował jako murarz, w 1783 roku zostając członkiem cechu. W 1787 roku przejął firmę ojca i poślubił wdowę z trojgiem dzieci, Johannę Sophię Eleonorę Flöricke, z którą miał ósemkę następnych dzieci. Po jej śmierci w 1795 roku ożenił się ponownie ze śpiewaczką Juliane Caroline Auguste Pappritz, z którą miał jeszcze dwójkę dzieci. 
Mając 17 lat zaczął uczyć się gry na klawesynie i skrzypcach, grał też dorywczo w orkiestrze berlińskiego Döbbelin Theater. W latach 1784–1786 uczył się u Carla Friedricha Christiana Fascha. W 1791 roku został członkiem założonej przez Fascha Singakademie w Berlinie, a po jego śmierci w 1800 roku objął jej kierownictwo. Od 1806 roku był członkiem Königliche Akademie der Künste, a od 1809 roku jej wykładowcą. W 1807 roku założył zespół orkiestrowy Ripienschule, a w 1809 roku Liedertafel, pierwsze ekskluzywne męskie towarzystwo śpiewacze o charakterze patriotycznym. W 1822 roku jego staraniem powołano w Berlinie Königliches Institut für Kirchenmusik. Od 1829 roku był dyrektorem muzycznym Friedrich-Wilhelms-Universität, w 1830 roku otrzymał doktorat honoris causa wydziału filozoficznego tej uczelni. Do jego uczniów należeli Felix Mendelssohn-Bartholdy, Giacomo Meyerbeer, Carl Loewe i Otto Nicolai.
Przyjaźnił się z Goethem i Schillerem, do których poezji pisał muzykę. Świadectwem tej przyjaźni jest licząca prawie 900 listów ponad 30-letnia korespondencja, stanowiąca cenne źródło historyczne. Napisał biografię Carla Friedricha Christiana Fascha (wyd. Berlin 1801), a także autobiografię. Po śmierci został pochowany na berlińskim Sophienkirchhof.

## Twórczość
Uprawiał różnorodne gatunki muzyczne, największe znaczenie ma jednak ponad 200 jego pieśni, pisanych do tekstów Goethego, Schillera i twórców z kręgu Göttinger Hain. Utwory te stanowią ogniwo pośrednie w rozwoju między formami balladowymi okresu klasycyzmu a pieśniami Schuberta. Zelter kierował się wielokrotnie wyrażaną zasadą pierwszeństwa słowa nad muzyką, supremacji pieśni zwrotkowej oraz podrzędną rolą akompaniamentu. Jako czołowa postać muzyki niemieckiej ówczesnej epoki przyczynił się do podniesienia poziomu kultury muzycznej i awansowania muzyki do rangi sztuki akademickiej. Jego działalność miała wpływ na powstanie dotowanych przez państwo instytucji muzycznych. Przywrócił zainteresowanie dawną muzyką religijną i podniósł poziom jej wykonawstwa, przyczyniając się do zachowania pamięci o dziełach J.S. Bacha i G.F. Händla w XIX wieku.